# 롱아일랜드 맥아더 공항

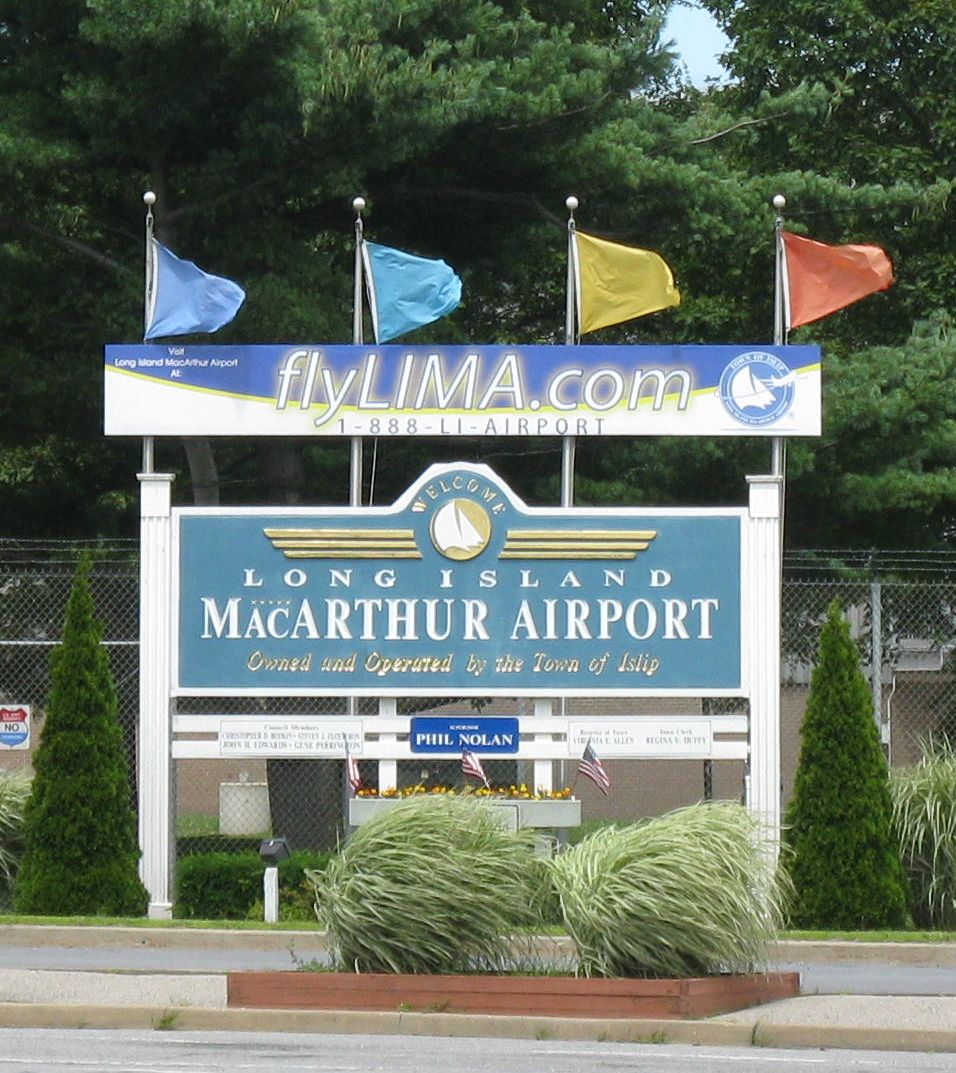

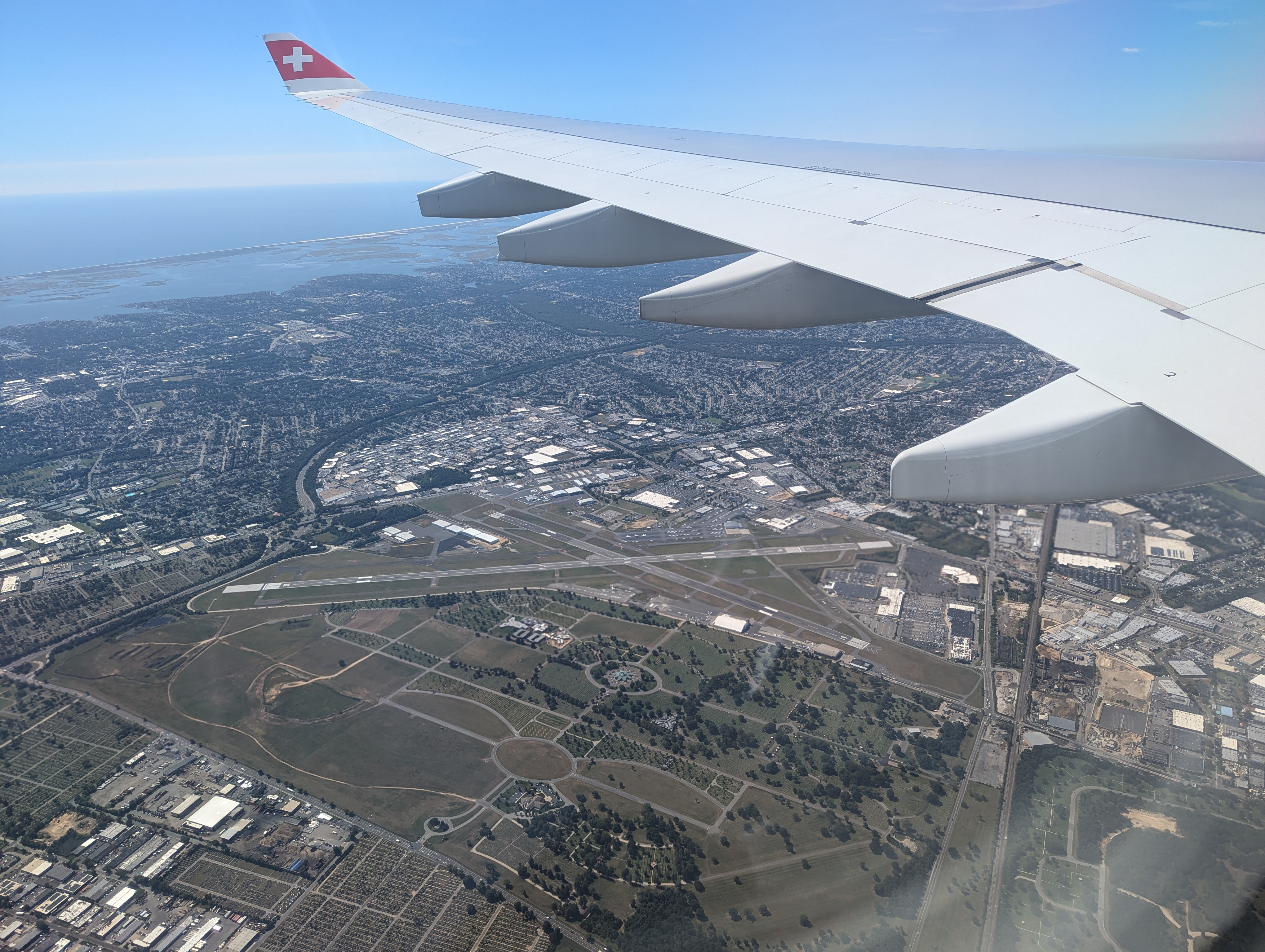
공중에서 본 모습

롱아일랜드 맥아더 공항(Long Island MacArthur Airport, IATA: ISP, ICAO: KISP, FAA LID: ISP)은 미국 롱아일랜드 뉴욕주 론콘코마의 공항이다.
존 F. 케네디 국제공항와 라과디아 공항의 대안으로서 나소군과 서퍽군을 관할한다.

## 같이 보기
- 뉴욕의 교통